# Roberto Cipriani (politico)
Roberto Cipriani (Milano, 21 ottobre 1951) è un imprenditore e politico italiano.

## Biografia
Nel 1994 viene eletto deputato con Forza Italia per la XII Legislatura.
Dopo le elezioni politiche del 1996 fu protagonista di un fatto singolare: dopo essersi presentato in Aula a Montecitorio per l'inizio della XIII  legislatura, scoprì di non essere stato eletto.